# Bryconadenos
Genre
Bryconadenos est un genre de poissons d'eau douce téléostéens de la famille des Crenuchidae (ordre des Characiformes).

## Liste d'espèces
Selon FishBase (16 septembre 2023) :
- Bryconadenos tanaothoros Weitzman, Menezes, Evers & Burns, 2005 - espèce type[2]
- Bryconadenos weitzmani Menezes, Netto-Ferreira & Ferreira, 2009

## Systématique
Le genre Bryconadenos a été créé en 2005 par Stanley H. Weitzman (d), Naércio A. Menezes (d), Hans-Georg Evers (d) et John R. Burns (d),.

## Étymologie
Le nom générique, Bryconadenos, est composé du genre Brycon, préfixe ou suffixe souvent utilisé pour caractériser de petits characidés, et du grec ancien ἀδένος, adénos, « glande », et fait référence aux glandes de la nageoire anale des spécimens mâles sexuellement actifs qui pourraient sécréter une phéromone pendant la parade nuptiale.

## Publication originale
- (en) Stanley H. Weitzman, Naércio A. Menezes, Hans-Georg Evers et John R. Burns, « Putative relationships among inseminating and externally fertilizing characids, with a description of a new genus and species of Brazilian inseminating fish bearing an anal-fin gland in males (Characiformes: Characidae) », Neotropical Ichthyology, Sociedade Brasileira de Ictiologia (d), vol. 3, no 3,‎ septembre 2005, p. 329-360 (ISSN 1679-6225 et 1982-0224, OCLC 56597180, DOI 10.1590/S1679-62252005000300002, lire en ligne).